# Lijst van Europarlementariërs voor de CPN
Een overzicht van leden van het Europees Parlement voor de Communistische Partij van Nederland (CPN).
| Lid van het Europees Parlement | Begindatum      | Einddatum        |
| ------------------------------ | --------------- | ---------------- |
| Wessel Hartog                  | 17 oktober 1974 | 1 september 1976 |